# James Blyth (Ingenieur)
James Blyth (* 4. April 1838 in Marykirk, Kincardineshire; † 15. Mai 1906 in Glasgow) war ein schottischer Elektroingenieur und Wissenschaftler am Anderson’s College, der heutigen Universität von Strathclyde in Glasgow. Er war ein Vorreiter auf dem Gebiet der Stromerzeugung durch Windenergie. Die von ihm gebaute Windkraftanlage, die er zur Beleuchtung seines Ferienhauses in Maryhill einsetzte, gilt als die erste Anlage, die Windkraft zur Stromerzeugung nutzen konnte. Blyth ließ seinen Konstruktionsentwurf patentieren und entwickelte später ein verbessertes Modell, das für die folgenden 30 Jahre als Notstromversorgung im Sunnyside Royal Hospital (ehemals Montrose Lunatic Asylum, Infirmary & Dispensary) diente. Obwohl Blyth für seine wissenschaftlichen Verdienste Anerkennung fand, wurde die Stromerzeugung durch Windkraft als unwirtschaftlich erachtet. Bis 1951 wurden keine weiteren Windkraftanlagen in Großbritannien gebaut.

## Die frühen Jahre

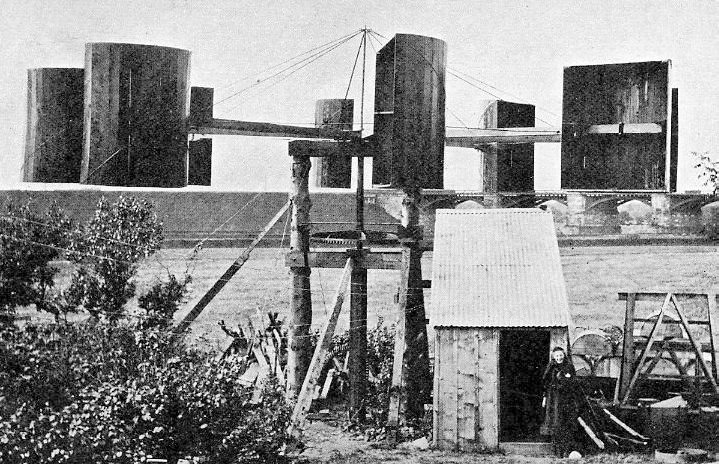
Blyths Windkraftanlage bei seinem Haus in Marykirk, 1891

James Blyth wurde am 4. April 1839 in Marykirk, Grafschaft Kincardineshire, geboren. Er besuchte dort die örtliche Pfarrschule und später die Montrose Academy, bevor er 1886 ein Stipendium für die General Assembly Normal School in Edinburgh erhielt. Nachdem Blyth die Universität von Edinburgh als Bachelor of Arts absolvierte, unterrichtete er 1861 Mathematik an der Morrison's Academy in Crieff und half bei der Einrichtung von Schulklassen am neu gegründeten George Watson's College in Edinburgh.
Blyth schloss 1871 seinen Master of Arts ab und heiratete im selben Jahr Jesse Wilhelmena Taylor in der United Presbyterian Church in Athol Place, Edinburgh. Sie hatten zwei Söhne und fünf Töchter, von denen zwei bereits im Kindesalter starben.

## Berufliche Laufbahn
“His students – gone forth from the classroom, and radiated over the country and to far corners of the world… all bear in the secret structure of their minds the impress of Professor Blyth’s teaching, and will cherish through life, with reverence and affection, the memory of their teacher and friend.”

„Seine Studenten, die das College verlassen haben und die über das ganze Land bis in die tiefsten Winkel der Erde ausgezogen sind … haben in den verborgenen Strukturen ihres Verstandes noch immer den Eindruck, den Professor Blyths Lehre darin hinterlassen hat und sie werden die Erinnerung an ihren Lehrer und Freund mit Ehrfurcht und Zuneigung ihr ganzes Leben hindurch in Ehren erhalten.“

1880 erhielt Blyth die „Freeland Stiftungsprofessur“ in Naturphilosophie am Anderson’s College in Glasgow, das 1886 zum Glasgow and West of Scotland Technical College wurde. Während er an dieser Fachschule unterrichtete, verfolgte er ein Forschungsprogramm, das sich mit der Erzeugung und Speicherung von Strom befasste. Blyths galt als hart arbeitender Wissenschaftler und war unter seinen Studenten und Kollegen beliebt und durch eine Reihe von Vorträgen in der Gemeinde bekannt.
Im Juli 1887 baute Blyth eine mit Segeltuch bespannte Windkraftanlage im Garten seines Ferien-Cottage in Marykirk und lud mit dem erzeugten Strom Akkumulatoren auf. Die gespeicherte Energie setzte er ein, um seinen Wohnraum mit Licht zu versorgen. Es war damit das erste Haus der Welt, das durch mit Windkraft erzeugten Strom versorgt wurde.
In einer Arbeit für die Philosophical Society of Glasgow am 2. Mai 1888 beschreibt Blyth die Windkraftanlage „als eine dreibeinige Konstruktion mit einer 10 Meter hohen Welle, vier 4 Meter langen, mit Segeltuch bespannten Schaufeln und einem Bürgin-Dynamo, der vom Schwungrad mit Hilfe eines Seils angetrieben wird“. Die Turbine erzeugte bei mäßigem Wind genug Strom, um damit zehn 25 V Glühbirnen zu versorgen und könnte sogar für den Antrieb einer kleinen Drehbank eingesetzt werden.

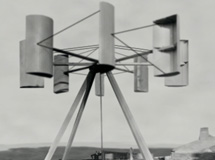
Die Windkraftanlage, die 1895 für die psychiatrische Klinik von Montrose gebaut wurde

In den folgenden Jahren experimentierte er mit einer Reihe unterschiedlicher Bauformen. Die endgültige Bauart war 25 Jahre lang in Betrieb und erzeugt mehr Strom als benötigt. Diesen bot Blyth dann den Einwohnern von Marykirk für die Beleuchtung der Hauptstraße an. Sein Angebot wurde jedoch abgelehnt, weil man Elektrizität für "Teufelswerk" hielt. Im November 1891 erhielt Blyth für seine Windmaschine ein Patent in Großbritannien. 1895 erteilte er der Glasgower Maschinenbaufirma Mavor and Coulson die Lizenz für den Bau einer zweiten, verbesserten Turbine, die als Notstromversorgung für die psychiatrische Klinik von Montrose diente und dort die folgenden 30 Jahre erfolgreich betrieben wurde.
Blyths ursprüngliche Windkraftanlage war die erste belegte Vorrichtung, durch die Strom mittels Windkraft erzeugt wurde. Das Fehlen eines Bremsmechanismus machte sie jedoch anfällig für Schäden, die bei starkem Wind auftreten können. Im Winter 1887, einige Monate nach dem Bau von Blyths erster Windkraftanlage, errichtete der Amerikaner Charles Francis Brush die erste automatisch betriebene Windturbine. Durch ihre Konstruktionsweise konnte sie von Hand abgeschaltet werden, um sie vor Windschäden zu schützen. Die verbesserte Version der Turbine für die Montrose-Nervenklinik (die auf John Thomas Romney Robinsons Anemometer-Bauweise beruht) verminderte zwar die Anfälligkeit für solche Schäden, es konnte aber passieren, dass der Blockiermechanismus bei sehr starkem Wind nicht funktionierte.
1891 präsentierte Blyth der Royal Society of Edinburgh, deren Mitglied er seit 1878 war, eine Arbeit, in der er für seinen Glauben an die Vorzüge erneuerbarer Energiequellen wie Wellen-, insbesondere aber Windenergie eintritt. Später in diesem Jahr wurde ihm die Brisbane Goldmedaille von der Royal Scottish Society of Arts für seine Arbeit über die Stromerzeugung durch Windenergie verliehen. Allerdings wurde seine Windturbine als wirtschaftlich nicht realisierbar erachtet.
Zu Blyths weiteren Interessen gehörten unter anderen der relative Wirkungsgrad unterschiedlicher Formen von Blitzen, Fernsprechverbindungen und Mikrophone. Überdies trug er eine Reihe von Themen zur Encyclopædia Britannica bei.

## Die späten Jahre
Die University of Glasgow verlieh Blyth im Jahre 1900 die Ehrendoktorwürde. Er starb am 15. März 1906 in seinem Haus in Glasgow an einem Schlaganfall. Sein Freund Dr. James Colville erinnerte sich an ihn als „einen wahrhaftigen Mann der Wissenschaft … jemand, der durch Verständnis, geduldige, harte Arbeit und mechanischem Einfallsreichtum viel in seinem Leben geleistet hat und viele Sachverhalte der Naturwissenschaft veranschaulicht hat.“
Die Turbine an der Montrose-Nervenklinik wurde 1914 abgebaut. Großbritanniens erste öffentliche Windturbine wurde erst 1951 in Betrieb genommen, als die Firma John Brown Engineering aus Glasgow einen Prototyp bei Costa Head (Orkney) errichtete.